# Fulquerio de Chartres
Fulquerio de Chartres (* Chartres, 1059) fue un cronista de la Primera Cruzada.
Su nombramiento como capellán de Balduino de Boulogne en 1097 sugiere que tenía formación de clérigo, posiblemente en la escuela de Chartres. Aunque, seguramente no era miembro del capítulo de la catedral, pues no aparece en los listados de la misma.
Los detalles que da en su historia sobre el concilio de Clermont sugieren que estuvo presente en el mismo, o quizá alguien a quien conocía, como el obispo Ivo de Chartres. Fulquerio formó parte de la expedición del conde Esteban de Blois y Roberto de Normandía, que viajó por el sur de Francia e Italia en 1096, pasando al Imperio bizantino desde Bari. Llegaron a Constantinopla en 1097, donde se unieron a los demás ejércitos de la Primera Cruzada. Viajó por Asia Menor hasta Marash, poco antes de la llegada del ejército a Antioquía en 1097, donde fue nombrado capellán de Balduino de Boulogne. Siguió a su nuevo señor cuando este se separó del cuerpo principal camino de Edesa, donde Balduino fundó el condado de Edesa.
Tras el sitio y toma de Jerusalén en 1099, Fulquerio y Balduino viajaron a la ciudad para cumplir su voto de peregrinación. Cuando Balduino pasó a ser rey de Jerusalén en 1100, Fulquerio se trasladó con él a la capital y siguió siendo su capellán hasta 1115. Después de esta fecha, fue canónigo de la iglesia del Santo Sepulcro y probablemente responsable de las reliquias allí conservadas. Murió posiblemente en la primavera de 1127.
Como muy pronto, empezó su crónica a finales del otoño de 1100, pero no más tarde de la primavera de 1101, en una versión que no nos ha llegado, pero que pasó a Europa durante su vida. Esta versión la terminó hacia 1106 y es la fuente de Gilberto de Nogent. Entre sus fuentes se cuentan la Historia Francorum de Raimundo de Aguilers y la Gesta Francorum, para aquellos asuntos de los que no fue testigo presencial.
Dividió su crónica en tres libros: El primero describe desde la preparación de la Primera Cruzada en Clermont en 1095 hasta la toma de Jerusalén y el establecimiento del reino por Godofredo de Bouillón. El segundo (escrito h. 1109-1115), los hechos de Balduino I. Y el tercero (escrito h. 1118-1127), la vida de Balduino II hasta 1127, cuando tuvo lugar una peste en la ciudad, en la que aparentemente murió el propio Fulquerio.
Su obra fue muy utilizada por otros cronistas posteriores. Guillermo de Tiro y Guillermo de Malmesbury la usaron como fuente. Ha sido publicada en el Recueil des historiens des croisades y en la Patrologia Latina. Existe una edición crítica de la versión latina publicada por Heinrich Hagenmeyer en 1913.